# ハッピー・クリスマス（戦争は終った）
「ハッピー・クリスマス（戦争は終った）」（Happy Xmas (War Is Over)）は、ジョン・レノンとオノ・ヨーコによって書かれたクリスマス・ソング。1971年に「ジョン&ヨーコ&プラスティック・オノ・バンド・ウィズ・ザ・ハーレム・コミュニティ・クワイア」名義のシングルとして発売された。
イギリスでは音楽出版社との衝突による影響で翌1972年に発売され、全英シングルチャートで初登場23位を記録した後、1980年のレノンの死後に最高位2位を記録。

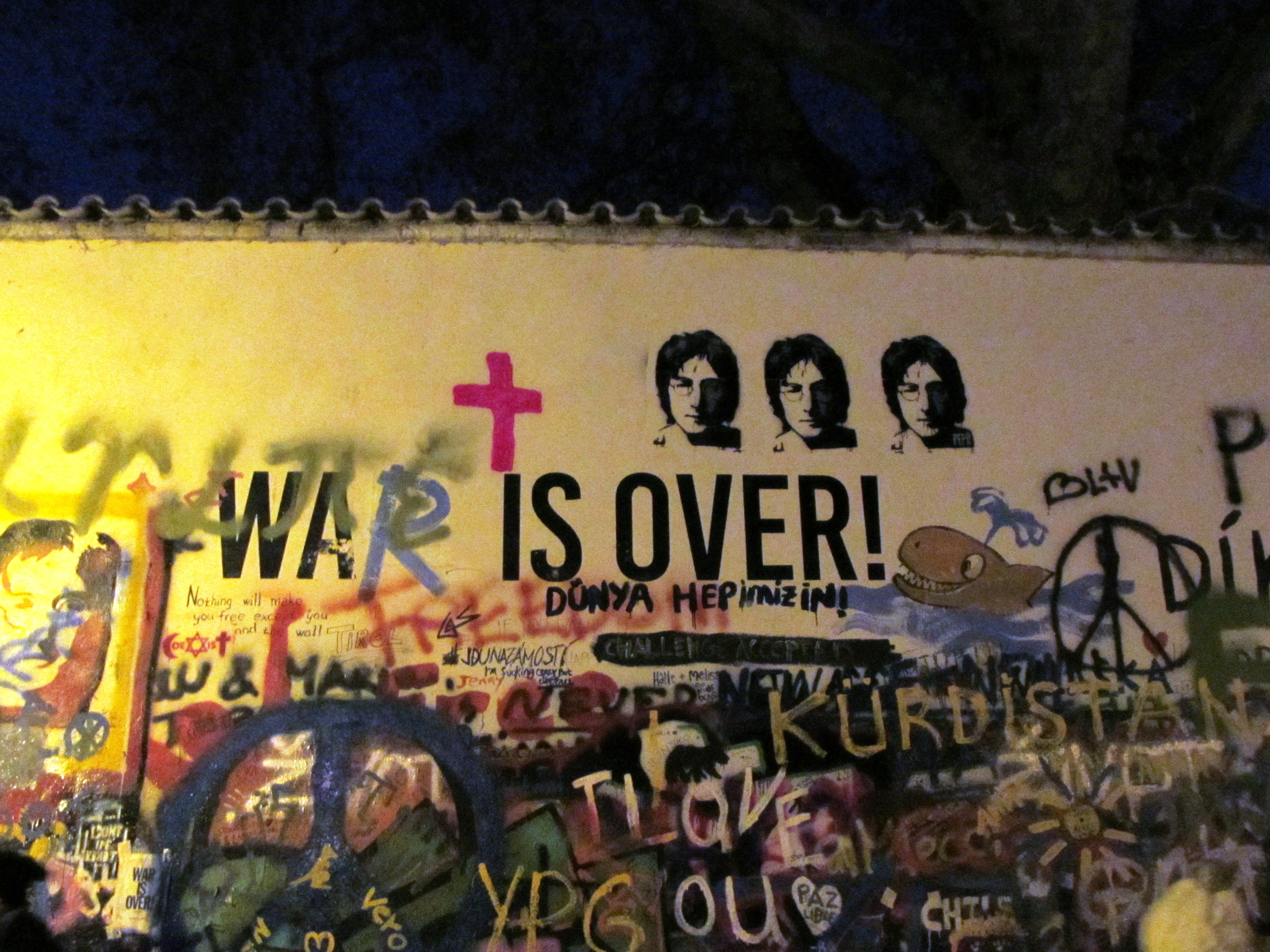
レノン・ウォール。

## 解説
1969年12月15日、レノンとオノはロンドンで行われたユニセフ主催の『ピース・フォー・クリスマス』コンサートに出演した。また同時にニューヨークのタイムズスクエアなど世界11都市で一斉に「WAR IS OVER！ IF YOU WANT IT Happy Christmas From John & Yoko 」とクリスマス・メッセージが書かれた看板を設置するとともに、ポスターを貼り出したり新聞広告を出したりなどの平和キャンペーンを行った。これらは、当時アメリカが関与していたベトナム戦争に対する抗議でもあった。
1971年9月、レノンとオノは活動の拠点をアメリカのニューヨークに移すと、アルバム『イマジン』をリリースした。アルバムは各国でチャート1位を獲得し、シングル・カットした「イマジン」も『ビルボード』誌で最高位3位となった。政治的なメッセージを含みながらも商業的に成功したことで、同じようなやり方でクリスマス・ソングを作ることにした。
レノンは10月上旬に、オノと住んでいたニューヨークのセント・レジス・ホテルの自室で、アコースティック・ギターによるホーム・デモを録音した。この時点では、歌詞はほとんど入っていなかったが、メロディと構成はほぼ完成していた。グリニッジ・ヴィレッジのアパートに居を移した10月中旬からさらに新しいデモを作った。10月28日の夜、ニューヨークのレコード・プラント・イーストで、プロデューサーにフィル・スペクターを起用して、ヒュー・マクラッケンら4名のセッション・ミュージシャンとともに正式なレコーディングを開始した。基本的な楽器の演奏によるバッキング・トラックを録音後、レノンとオノによるボーカルを入れた。ドイツからクラウス・フォアマンが到着した30日には、オノがボーカルを担当したカップリング曲「ほら、聞いてごらん、雪が降っているよ」を録音した。31日に代役が演奏していたベースのパートをフォアマンの演奏に差し替えた後、午後から4歳から12歳までの30人の子供たちからなるハーレム・コミュニティ・クワイアよるバッキング・ボーカルと、イントロで囁かれるレノンとオノの子供たちへのメッセージをレコーディングした。オリジナル・スリーブ・ジャケットの写真はこのセッションでイアン・マクミラン が撮影したものである。
アメリカでは12月1日にリリースされたが、期待に反して大きなヒットにはならなかった。これはレノンが「リリースの時期を誤った」と後悔していたように、シングルの発売時期が遅かったためにクリスマス前のラジオでのオンエアが限られてしまったことと、キャピトル・レコードがなぜか積極的なプロモーションをしなかったことによるものだった。シングル・チャートでは『キャッシュボックス』誌で最高位36位、『レコード・ワールド』誌で最高位28位を記録した。一方、『ビルボード』誌ではチャート・インしなかった。これは当時の『ビルボード』誌の規定で、クリスマス・ソングは一般チャートには掲載しないこととなっていたためで、クリスマス・シングルス・チャートでは最高3位（1971年12月25日付）を記録した。
イギリスでは「ハッピー・クリスマス」をレノンとオノの共同名義の作品としたことについて、ノーザン・ソングスからソングライティング契約違反にあたるとのクレームがあったため、発売は見送られた。1年後の1972年11月24日にリリースされ、シングル・チャートで2週連続4位を記録した。その後、クリスマス・シーズンに何度もチャートに返り咲き、1980年レノンの死直後には2位を記録した。
リリースに際し、アメリカの一部とイギリスの初回プレスではオリジナル・ピクチャー・ジャケットに入った緑色のカラー・ビニール盤に、レノンの顔がオノの顔に変化するモーフィングを用いた5枚の画像が並べられた特別レーベルが使用された。なお、レノンのシングルにアップル・レーベルが使われなかったのはこれが初めてだった。
アメリカ以外の国で唯一1971年にリリースされた日本盤のピクチャー・スリーブは独自のもので、レノンとオノのモノクロ写真に平和のシンボルである「鳩」とベトナムを想起させる「赤い星」、そしてオノによる日本語の直筆メッセージ「イマジンで示した切なき平和への願いを、今また、クリスマス・ソングに託して･･･世界に限りなき平和を･･･」にレノンによるイラストとサインが添えられている。なお、邦題の「戦争は終った」は「War Is Over」を直訳したものであり、2人のメッセージとはニュアンスが若干ずれてしまっている。
この曲が初めてアルバムに収録されたのは、レノンが生前に発表した唯一のコンピレーション・アルバム『シェイヴド・フィッシュ〜ジョン・レノンの軌跡』である。ただし、最後に1972年8月に行われた「ワン・トゥ・ワン・コンサート」のフィナーレで演奏された「平和を我等に」のライヴ・バージョンが繋げられている。 ロイ・コハラのデザインによるアルバム・ジャケットには、マイケル・ブライアンによる収録曲のイメージが描かれているが、この曲は「爆弾の代わりにクリスマス・オーナメントを落とす爆撃機」のイラストで表現されている。なお、インナー・スリーブに印刷されている歌詞には実際とは明らかに異なっている部分がある。

## シングル収録曲
| #         | タイトル                                                              | 作詞・作曲                  | リード・ボーカル            | 時間 |
| --------- | --------------------------------------------------------------------- | --------------------------- | --------------------------- | ---- |
| A.        | 「ハッピー・クリスマス（戦争は終った）」(Happy Xmas (War Is Over))    | ジョン・レノン オノ・ヨーコ | ジョン・レノン オノ・ヨーコ | 3:37 |
| B.        | 「ほら、聞いてごらん、雪が降っているよ」(Listen, the Snow Is Falling) | オノ・ヨーコ                | オノ・ヨーコ                | 3:10 |
| 合計時間: | 合計時間:                                                             | 合計時間:                   | 合計時間:                   | 6:47 |

## クレジット
※出典（特記を除く）
ハッピー・クリスマス（戦争は終った）
- ジョン・レノン - ボーカル、アコースティック・ギター
- オノ・ヨーコ - ボーカル
- ヒュー・マクラッケン - アコースティック・ギター
- クラウス・フォアマン - ベース
- クリス・オズボーン - アコースティック・ギター
- テディ・アーウィン - アコースティック・ギター
- ニッキー・ホプキンス - ピアノ、チャイム、グロッケンシュピール
- スチュアート・シャーフ - アコースティック・ギター
- ジム・ケルトナー - ドラム、ベル
- ハーレム・コミュニティ・クワイア - バッキング・ボーカル
- メイ・パン - バッキング・ボーカル

ほら、聞いてごらん、雪が降っているよ
- オノ・ヨーコ - ボーカル
- ジョン・レノン - アコースティック・ギター
- ヒュー・マクラッケン - エレクトリック・ギター
- クラウス・フォアマン - ベース
- ニッキー・ホプキンス - ピアノ、チャイム
- ジム・ケルトナー - ドラム、ベル

## ミュージック・ビデオ
本曲のミュージック・ビデオは、1989年にCD化されたコンピレーション・アルバム『ジョン・レノン・コレクション』のビデオ版として1992年にVHSで発売された『ジョン・レノン・ビデオ・コレクション』用に初めて制作された。レノンとオノが1969年に行った「War is Over！」キャンペーンの映像や、1970年代後半の夫妻と息子ショーンの素顔の写真に、オリジナルの歌声に合わせた少年合唱団が挟み込まれた構成になっている。
2003年には、DVD『レノン・レジェンド』のために、この曲のリマスター5.1バージョン用に新しいビデオが制作された。これは、ソマリア内戦、ボスニア・ヘルツェゴビナ紛争、2001年9月11日のアメリカ同時多発テロ事件、アメリカが関与したアフガニスタン紛争やイラク戦争など、最近の様々な紛争のシーンに加え、ベトナム戦争での、主に子供を描いたドキュメンタリー映像で構成されている。

## 他のアーティストによるカバー・バージョン
この曲はクリスマス・シーズンのコンピレーション・アルバムに頻繁に収録され、クリスマスの人気曲として名前が挙がっている。また多くのアーティストによって取り上げられ、「世界のクリスマス・ソング」としても名高いスタンダード・ナンバーとなっている。
- 1979年、ルネ・シマールと妹のナタリーによるフランス語版「Noël Des Enfants」が、ルネのアルバム『18 ans déjà』に収録された。
- 1985年、オーストラリアのグループ、インクレディブル・ペンギンズがカバーし、1985年12月のオーストラリアのシングル・チャートで10位を記録した[24]。
- 1990年、アンディ・ウィリアムズが『I Still Believe in Santa Claus』に収録した。
- 1990年、アラームがアルバム『Standards』に収録した。
- 1992年、ニール・ダイアモンドが『The Christmas Album』に収録した。
- 1994年、メリッサ・エサリッジがコンサートで演奏した。
- 1994年、ダイアナ・ロスが『A Very Special Season』に収録した。
- 1995年12月、 シモーネによってブラジル版が発売された。100万枚以上を売り上げ、当時ブラジルのレコード業界には存在していなかったクリスマス音楽の普及に道を開いた[25]。
- 1996年、王様が歌詞を日本語に直訳した上で、泉谷しげるとのデュエットにて、シングル曲「幸せなクリスマス（戦争は終わった）」として発表した。
- 1996年、ジミー・バフェットがアルバム『Christmas Island』に収録した。
- 1997年、布袋寅泰がスティーヴ・ヴァイ監修のクリスマス・アルバム『メリー・アックスマス』に、インストゥルメンタルのカヴァーを提供した。
- 1997年、Hi-STANDARD が7インチ・シングル『WAR IS OVER』[26]に収録。後にカバー・シングル『Vintage & New, Gift Shits』（2016年）[27]に収録した。
- 1998年、カナダ人歌手のセリーヌ・ディオンが自身初の英語によるクリスマス・アルバム『スペシャル・タイムス』に収録した。
- 1998年12月25日、日本テレビ系列局のバラエティ番組『ウッチャンナンチャンのウリナリ!!』の企画ユニット・ウリナリオールスターズ（指揮：和田薫、演奏：新星日本交響楽団、コーラス：江東少年少女合唱団）が、埼玉県川口市の「川口総合文化センター LILIA」から生放送された特別番組「ホワイティのX'mas'98ザッツ・ウリナリテイメント!!」の中で披露した。この音源は翌年シングル曲として発表された。
- 2002年、カーリー・サイモンがアルバム『Christmas Is Almost Here』に収録した。
- 2002年、アメリカのロックバンド、センス・フィールドによる演奏が、コンピレーション・アルバム『Maybe This Christmas』に収録された。
- 2002年、南アフリカのバンド、トキシック・シェイム[注釈 20]による演奏が、コンピレーション・アルバム『The Santa Sessions』に収録された[29]。
- 2003年、ムーディー・ブルースがアルバム『December』に収録した。
- 2005年、槇原敬之のカバーがレノンのトリビュート・アルバム『HAPPY BIRTHDAY, JOHN』に収録された。
- 2006年、サラ・マクラクランがアルバム『Wintersong』に収録した[30]。
- 2006年12月、アメリカのロックバンド、ザ・フレイがクリスマスシングルとしてライブ・バージョンを配信リリース、最終週のビルボードホット100で50位、ポップ100で41位を記録した[31] 。
- 2007年、マルーン5がシングル『Won't Go Home Without You』のカップリング曲として発表した。
- 2009年、福原美穂とエリック・マーティンのデュエットが、福原のシングル『なんで泣きたくなっちゃうんだろう』のカップリング曲として発表した。
- 2009年にはマッシュアップバンド、ビータリカがアルバム『Winter Plunderband』に収録した。
- 2010年、Teiturのカバーがコンピレーション・アルバム『Fra Danske Hjerter - Et Julealbum』に収録された。コンピレーション・アルバム『More Christmas 2011』にも収録された。
- 2011年、flumpoolがシングル『Present』のカップリング曲として発表した。
- 2012年、LOVE PSYCHEDELICOがシングル『Beautiful World/Happy Xmas (War Is Over)』に収録した。
- 2012年12月、ショーン・レノンはゴスペル歌手のメイヴィス・ステイプルズ、バンド「ウィルコ」のジェフ・トゥイーディー、ハーレム・ゴスペル・クワイアと共にコメディ・セントラルの番組『The Colbert Report』でこの曲を演奏した[32]。このバージョンは音楽ダウンロードサイト「iTunes」で購入できるようになり、収益はハリケーン・サンディの災害救済に寄付された[33]。
- 2014年、平原綾香がアルバム『Winter Songbook』に日本語訳詞で収録。
- 2015年、レノン75歳誕生日コンサートではシェリル・クロウ、アロー・ブラック、ピーター・フランプトンがThe Stuttering Association for the Youthの児童合唱団と演奏した[34]。
- 2018年12月、マイリー・サイラスとマーク・ロンソンはレノンの息子、ショーン・レノンをフィーチャーしたバージョンを録音した[35]。 この3人は2018年12月15日に放送された『Saturday Night Live』でカバーを披露した[36]。
- 2019年11月、ジョン・レジェンドは、バイオリニストのスコット・ティクシエによる即興ソロをフィーチャーした、マット・ジョーンズによるストリングスアレンジを含む新しいバージョンをリリースした[37]。これは全英シングルチャートで9位を記録した[38]。
- 2019年12月、バーチャル・ユーチューバーの田中ヒメと鈴木ヒナがカバーし、『聖なる夜に Happy Xmas (War Is Over) 歌ってみた』として配信された[39]。
- 2020年、Awichが映画『サイレント・トーキョー』の主題歌としてカバー[40]。同年11月27日に配信限定シングルとして発売された[41]。
- 2024年、ラムシュタインのキーボーディストであるフラーケ・ローレンツがソロデビュー曲としてカバー。アルバム『Flake feiert Weihnachten』に収録され、11月22日に発売された[42]。アルバム発売に先駆け、11月8日にはYoutubeにミュージックビデオを投稿した[43]。

## チャート成績
| チャート (1971年 - 2021年)               | 最高位 |
| ---------------------------------------- | ------ |
| オーストラリア (ARIA)                    | 13     |
| オーストリア (Ö3 Austria Top 40)         | 6      |
| ベルギー (Ultratop 50 Flanders)          | 4      |
| ベルギー (Ultratop 50 Wallonia)          | 3      |
| カナダ (Canadian Hot 100)                | 24     |
| Canada Top Singles (RPM)                 | 43     |
| チェコ (Rádio Top 100)                   | 25     |
| チェコ (Singles Digitál Top 100)         | 13     |
| デンマーク (Tracklisten)                 | 15     |
| ヨーロッパ (European Hot 100 Singles)    | 55     |
| フィンランド (Suomen virallinen lista)   | 14     |
| フランス (SNEP)                          | 118    |
| ドイツ (GfK Entertainment charts)        | 6      |
| Global 200 (Billboard)                   | 57     |
| ハンガリー (Single Top 40)               | 25     |
| ハンガリー (Stream Top 40)               | 11     |
| アイルランド (IRMA)                      | 15     |
| イタリア (FIMI)                          | 6      |
| 日本 (オリコン)                          | 30     |
| 日本 (Digital and Airplay Overseas)      | 1      |
| 日本 (Japan Hot 100)                     | 12     |
| ラトビア (LAIPA)                         | 12     |
| リトアニア (AGATA)                       | 32     |
| オランダ (Dutch Top 40)                  | 6      |
| オランダ (Single Top 100)                | 2      |
| ニュージーランド (Recorded Music NZ)     | 12     |
| ノルウェー (VG-lista)                    | 3      |
| ポーランド (Polish Airplay Top 100)      | 46     |
| ポルトガル (AFP)                         | 37     |
| スコットランド (Official Charts Company) | 66     |
| スロバキア (Rádio Top 100)               | 8      |
| スロバキア (Singles Digitál Top 100)     | 10     |
| スロベニア (SloTop50)                    | 3      |
| スペイン (PROMUSICAE)                    | 38     |
| スウェーデン (Sverigetopplistan)         | 11     |
| スイス (Schweizer Hitparade)             | 10     |
| UK シングルス (OCC)                      | 2      |
| US Billboard Hot 100                     | 38     |
| US Adult Contemporary (Billboard)        | 32     |
| US Holiday 100 (Billboard)               | 9      |
| US Cash Box Top 100                      | 36     |
| US Rolling Stone Top 100                 | 73     |

| チャート (1998年 - 2021年)          | 最高位 |
| ----------------------------------- | ------ |
| イタリア (FIMI)                     | 96     |
| リトアニア (AGATA)                  | 86     |
| オランダ (Single Top 100)           | 76     |
| ポーランド (Polish Airplay Top 100) | 28     |
| スウェーデン (Sverigetopplistan)    | 41     |
| スイス (Schweizer Hitparade)        | 70     |
| US Holiday 100 (Billboard)          | 32     |

| チャート (2018年 - 2019年)                | 最高位 |
| ----------------------------------------- | ------ |
| オーストリア (Ö3 Austria Top 40)          | 6      |
| ドイツ (GfK Entertainment charts)         | 46     |
| スウェーデン (Sverigetopplistan)          | 99     |
| スイス (Schweizer Hitparade)              | 100    |
| US Holiday Digital Song Sales (Billboard) | 7      |

| チャート (2019年 - 2021年)        | 最高位 |
| --------------------------------- | ------ |
| UK シングルス (OCC)               | 9      |
| US Billboard Hot 100              | 69     |
| US Adult Contemporary (Billboard) | 15     |
| US Holiday 100 (Billboard)        | 45     |
| US Rolling Stone Top 100          | 36     |

## 認定
以下、オリジナル・バージョンに関する実績。
| 国/地域                                                                          | 認定     | 認定/売上数 |
| -------------------------------------------------------------------------------- | -------- | ----------- |
| デンマーク (IFPI Danmark)                                                        | Platinum | 90,000      |
| イタリア (FIMI) 2009年からの売上による                                           | Platinum | 50,000      |
| 日本 (RIAJ) 2005年から2017年までの有料音楽配信（シングルトラック）での売上による | Gold     | 100,000*    |
| ニュージーランド (RMNZ)                                                          | Gold     | 15,000      |
| イギリス (BPI)                                                                   | Platinum | 937,801     |
| * 認定のみに基づく売上数 · 認定のみに基づく売上数と再生回数                      |          |             |